# Hellmut Maneval
Hellmut Maneval (* 13. November 1898 in Pforzheim; † 4. August 1984 in Pforzheim) war ein deutscher Fußballspieler.

## Karriere

### Vereine
Maneval gehörte von 1917 bis 1920 dem 1. FC Pforzheim an, für den er ab der Saison 1919/20 in der Kreisliga Baden im Süddeutschen Fußball-Verband als Halbstürmer zum Einsatz kam.
Von 1920 bis 1929 spielte er als Linksaußen für den FC Stuttgarter Kickers. Am Ende seiner Premierensaison ging er mit seiner Mannschaft als Sieger der Kreisliga Württemberg hervor, wie auch am Saisonende 1922/23. Im Bezirksfinale Württemberg/Baden unterlag er mit seiner Mannschaft jedoch dem 1. FC Pforzheim, dem Kreismeister Baden.
Als Bezirksmeister Württemberg/Baden 1924 belegte er mit seiner Mannschaft in der sich anschließenden Endrunde um die Süddeutsche Meisterschaft unter sechs Mannschaften den dritten Platz; in der Folgesaison unter fünf Vereinen den vierten Platz. Am Ende der Saison 1927/28 ging er mit seiner Mannschaft als Sieger der Gruppe Württemberg hervor und belegte in der Finalrunde um die Süddeutsche Meisterschaft unter acht Vereinen den fünften Platz.
Nach Pforzheim zurückgekehrt, absolvierte er für seinen ehemaligen Verein noch zwei Spielzeiten, bevor er am Saisonende 1930/31 seine aktive Fußballerkarriere beendete.

### Auswahl-/Nationalmannschaft
Maneval kam als Spieler der Auswahlmannschaft des Süddeutschen Fußball-Verbandes zweimal für diese zum Einsatz, bevor er am 10. Mai 1923 eher zufällig zu einem Länderspieleinsatz für die A-Nationalmannschaft kam. Aufgrund von zahlreichen Absagen für die Begegnung mit der Nationalmannschaft der Niederlande spielte er beim torlosen Unentschieden in Hamburg. Trotz der durchaus achtbaren Leistung von ihm folgten keine weiteren Berufungen mehr.

## Erfolge
- Bezirksmeister Württemberg 1928
- Bezirksmeister Württemberg/Baden 1924, 1925
- Kreismeister Württemberg 1921, 1923

## Sonstiges
Im Dezember 1924 ließ er sich aus geschäftlichen Gründen in England nieder, kehrte jedoch wenig später in seine Heimatstadt Pforzheim zurück.
Zum 1. Mai 1937 trat er der NSDAP bei (Mitgliedsnummer 4.585.389).
In den Vereinsnachrichten der Stuttgarter Kickers vom Juli 1978 heißt es, im Rahmen einer Feierstunde hätten am 20. Januar desselben Jahres „3 Spieler unserer 1. Mannschaft anfangs der 20er Jahre (..) im vertrauten Gespräch fröhlich und gesund beisammen“ gesessen, unter ihnen der 79-jährige Helmut Maneval. Auch im Januar 1971 soll Maneval an einem Kameradschaftsabend teilgenommen haben. Er wurde auf dem Hauptfriedhof Pforzheim – Manevals Wohnort – beigesetzt.